# John Mark Jabalé
John Peter Mark Jabalé OSB (* 16. Oktober 1933 in Alexandria, Ägypten; † 9. Mai 2025 in Hereford) war ein britischer römisch-katholischer Ordensgeistlicher und Bischof von Menevia.

## Leben
John Mark Jabalé trat in die englische Benediktinerabtei Belmont ein, wo er nach dem Noviziat am 29. September 1953 die Profess ablegte und am 13. Juli 1958 in der Belmont Abbey in Herefordshire durch den Erzbischof von Cardiff, Michael Joseph McGrath, das Sakrament der Priesterweihe empfing. Von 1969 bis 1983 war er Direktor (Headmaster) der Abteischule. Abschließend wurde Pater John Peter nach Peru geschickt, um das Monasterio de la Encarnación in Sullana zu bauen, das die Abtei Belmont im Norden des Landes gründete. Zum Prior seines Heimatklosters ernannt, kehrte er dorthin zurück. Von 1993 bis 2000 war er Abt von Belmont Abbey.
Papst Johannes Paul II. ernannte ihn am 7. November 2000 zum Koadjutorbischof im Bistum Menevia. Die Bischofsweihe spendete ihm der Bischof von Menevia, Daniel Joseph Mullins, am 7. Dezember desselben Jahres in der Kathedrale des Bistums Menevia in Swansea; Mitkonsekratoren waren Michael Ambrose Griffiths OSB, Bischof von Hexham und Newcastle, und Edwin Regan, Bischof von Wrexham.
Mit dem Rücktritt Daniel Joseph Mullins’ folgte er diesem am 12. Juni 2001 im Amt des Bischofs von Menevia. Am 16. Oktober 2008 nahm Papst Benedikt XVI. sein aus Altersgründen vorgebrachtes Rücktrittsgesuch an.
John Mark Jabalé starb im Alter von 91 Jahren in Belmont Abbey, wo sich auch sein Grab befindet.